# Shtil, di nakht iz oysgeshternt
Shtil, di nakht iz oysgeshternt, anders transkribiert Schtil, di nacht is ojsgeschternt, jiddisch  שטיל די נאכט איז אױסגעשטערנט , ist ein jiddisches Partisanenlied, dessen Text von Hirsch Glik im Zweiten Weltkrieg auf die Melodie eines russischen Volksliedes gedichtet wurde. Es besingt als Liebeslied die Heldentat einer jüdischen Partisanin, fand Verbreitung bei der jüdischen Vereinigten Partisanenorganisation (FPO) in Litauen und wurde später weltbekannt.

## Geschichte
Der Wilnaer Dichter Hirsch Glik schrieb den Text des Liedes Schtil, di nacht is ojsgeschternt im Sommer 1942 nach einer erfolgreichen Aktion jüdischer Partisanen nahe Wilna (jiddisch Vilne), bei der ein deutscher Waffentransport auf Lastkraftwagen zerstört wurde, wobei die Partisanin Vitka Kempner (1920–2012), die spätere Ehefrau des Partisanen-Kommandanten Abba Kovner und Mitkämpferin in der Untergrundorganisation Nakam, als Schützin eine entscheidende Rolle spielte. Das Lied wurde eines der beliebtesten bei den jüdischen Partisanen der Fareinikte Partisaner Organisatzije (FPO). Hirsch Glik fiel als einer von ihnen 1944 in Estland im Kampf gegen die deutschen Streitkräfte. International waren das Lied und die Aktionen der jüdischen Partisanen in Litauen auch nach dem Zweiten Weltkrieg praktisch unbekannt, bis Abba Kovner beim Eichmann-Prozess vor der versammelten Weltpresse davon berichtete.
Im deutschsprachigen Raum wurde das Lied in der Sammlung Jiddische Lieder von Peter Rohland 1963 auf der Schallplatte Un as der rebbe singt bekannt gemacht; 1991 hat die  Musikproduktionsfirma Bella Musica diese auch unter ihrem Label Thorofon als CD aufgelegt. Das deutsche Folklore-Duo Zupfgeigenhansel hat das Lied in sein Repertoire aufgenommen und 1979 auf der LP Jiddische Lieder – ’ch hob gehert sogn herausgebracht. Zuvor war das Lied bereits 1977 von der Gruppe Espe auf der LP Jiddisch veröffentlicht worden. Auch andere Gruppen nahmen das Lied in ihr Programm, darunter das Weltmusik-Quartett Quadro Nuevo.

## Inhalt des Liedes
Während Vitka Kempner im Sommer 1942 einen Munitionstransport der Wehrmacht mit einer selbst gebauten Bombe zerstörte, ist der Handlungsort der Geschichte des Liedes Shtil, di nakht iz oysgeshternt eine frostige Winterlandschaft, in der die Partisanin ein Auto voller Waffen des Feindes mit einer Kugel aus einer kleinen Pistole aufhält. In der ersten der vier Strophen wird zunächst die kalte, winterliche Nacht beschrieben, bevor das lyrische Ich die Angesprochene daran erinnert, wie er ihr den Umgang mit einer Waffe beibrachte. In der zweiten Strophe wird die Heldin in ihrem Aussehen und ihrer Tat beschrieben. In der dritten Strophe folgt die Beschreibung des Schusses, der den Waffentransport des Feindes zum Stehen bringt. In der letzten Strophe schließlich erscheint die Heldin, voller Schnee im Haar und voll Freude über ihren kleinen Sieg, den sie für die kommende Generation errungen hat.

## Text und Melodie
Das Lied umfasst vier Strophen mit jeweils vier Versen:
| 1. Shtil, di nakht iz oysgeshtérnt, un der frost hat shtark gebrént. Tsi gedénkstu vi ikh hob dikh gelérnt, haltn a shpáyer in di hent? | 1. שטיל די נאכט איז אױסגעשטערנט און דער פֿראָסט האַט שטאַרק געברענט צי געדענקסטו װי איך האָב דיך געלערנט, האַלטן אַ שפײַער אין די הענט. | 1. Still, die Nacht ist voller Sterne, und der Frost hat stark gebrannt. Weißt du noch, wie ich dich lehrte, eine Waffe in der Hand zu halten?            |  |
| 2. A moyd, a peltsl un a béret, un halt in hant fest a nagán, a moyd mit a sámetenem pónim, hit op dem sóynes karaván.                  | 2. אַ מױד, אַ פעלצל און אַ בערעט, און האַלט אין האַנט פֿעסט אַ נאַגאַן, אַ מױד מיט אַ סאַמעטענעם פנים, היט אָפּ דעם שונאס קאַראַװאַן.            | 2. Ein Mädchen, ein Pelzchen und ein Barett, und hält in der Hand fest einen Nagan, ein Mädchen mit einem samtenen Gesicht, hält des Feindes Kolonne auf. |  |
| 3. Getsílt, geshósn un getrófn hot ir kléyninker pistóyl, an óyto a fúlinke mit vofn farháltn hot zi mit eyn koyl.                      | 3. געצילט, געשאָסן און געטראָפֿן, האָט איר קלײנינקער פיסטױל, אַן אױטאָ אַ פֿולינקע מיט װאָפֿן פֿאַרהאַלטן האָט זי מיט אײן קױל.                | 3. Gezielt, geschossen und getroffen hat ihre kleine Pistole, ein Auto voller Waffen hat sie mit einer Kugel aufgehalten.                                 |  |
| 4. Far tog fun vald aroysgekrókhn mit shneygirlándn oyf di hor, gemútikt fun kléyninkn nitsókhn far úndzer náyem fráyen dor.            | 4. פֿאַר טאָג פֿון װאַלד אַרױסגעקראָכן, מיט שנײ גירלאַנדן אױף די האָר, געמוטיקט פֿון קלײנינקן ניצחון, פֿאַר אונדזער נײַעם פֿרײַען דור.         | 4. Vor Tag vom Wald herausgekrochen mit Schneegirlanden auf den Haaren, ermutigt vom kleinen Sieg für unsere neue freie Generation.                       |  |